# Federico Andahazi
Federico Andahazi (* 6. června 1963 v Buenos Aires) je argentinský spisovatel.

## Biografie
Je potomkem maďarských a ruských emigrantů. Jeho dědeček hrabě Bela Andahazy Kasnya byl aristokrat, politik a malíř. Byl maďarským vysokým komisařem ve věcech majetku uneseného nacisty. V této funkci již v srpnu 1945 jednal s americkými okupačními úřady v Salcburku. Později zastupoval maďarské židy ve stejné věci v soudním sporu proti Spojeným státům. Rod Andahazyů má své kořeny i na východním Slovensku. Počátkem padesátých let odešel Bela Andahazy Kasnya s rodinou do Argentiny (kde si kvůli španělské výslovnosti změnil jméno na Andahazi). Jeho syn (otec Federica) je básníkem.
Dědeček z matčiny strany, jménem Merlin, byl původem Rus vlastnící knižní nakladatelství.
Federico vystudoval psychoanalýzu, žil bohémským životem, trávil čas v kavárnách filozofickými diskuzemi, miloval silné motocykly a začal psát. Velmi rychle se proslavil svým prvním románem Anatom. Román pojednává o středověkém italském lékaři, který objevil význam klitorisu a byl za to stíhán inkvizicí. Román vyvolal pozdvižení a diskutovalo se o tom, zda nejde o pornografické dílo.

## Romány
- El anatomista (1997) (Anatom. 1. vyd. Brno: Jota, 1999. 241 S. Překlad: Jan Mattuš)
- Las piadosas (1998) (Bohabojné ženy. 1. vyd. Brno: Jota, 2000. 165 S. Překlad: Jan Mattuš)
- El príncipe (2000)
- El secreto de los flamencos (2002) (Vlámské tajemství. 1. vyd. V Praze: Odeon, 2003. 186 S. Překlad: Marie Jungmannová)
- Errante en la sombra (2004) (Tulák ve stínu)
- La ciudad de los herejes (2005)
- El Conquistador (2006)
- Pecar como Dios manda. Historia sexual de los argentinos (2008)
- Argentina con Pecado Concebida. Historia sexual de los argentinos (2009)